# Arthur Maimane

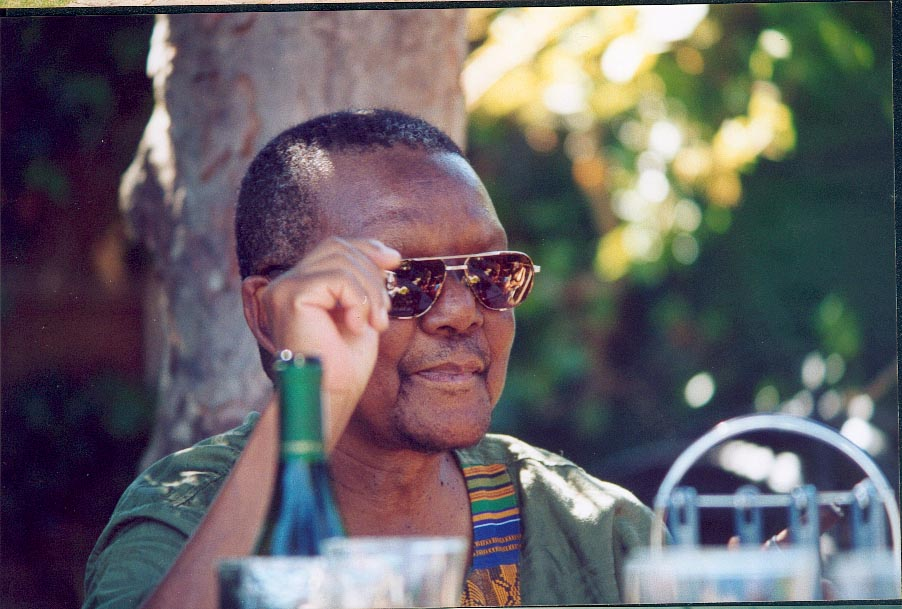
Arthur Maimane, 2003

John Arthur Mogale Maimane (* 5. Oktober 1932 in Pietersburg; † 28. Juni 2005 in London) war ein südafrikanischer Journalist und Schriftsteller.

## Leben
Maimanes Vater war ein Setswana-sprechender anglikanischer Priester, seine Mutter eine Xhosa. Arthur Maimane wuchs in Lady Selborne bei Pretoria auf. Er besuchte das St Peter’s College im Johannesburger Stadtteil Rosettenville, die vom britischen anglikanischen Priester Trevor Huddleston geleitet wurde. Sein Mathematiklehrer war Oliver Tambo, der spätere Vorsitzende des African National Congress. Maimane plante ein Medizinstudium, Huddleston überredete ihn jedoch zu einer Tätigkeit bei der Zeitschrift Drum, die 1951 als Lifestyle-Magazin vor allem für Schwarze gegründet worden war. Er galt als vielseitigster Journalist des Magazins; so führte er Interviews mit Sportlern und Schönheitsköniginnen und verfasste unter dem Pseudonym Arthur Mogale die Serie The Chief, in der ein Detektiv im Stil Philip Marlowes Verbrechen in den Townships aufklärt. Um 1955 wurde er Herausgeber der Johannesburger Boulevardzeitung Golden City Post, die sich ebenfalls an Schwarze richtete.
1958 zog er nach Ghana, um dort die westafrikanische Drum-Ausgabe zu leiten. Außerdem arbeitete er dort beim Rundfunk. 1961 erhielt er in London eine Position beim Nachrichtendienst Reuters, während seine Frau sich von ihm trennte und mit den drei Kindern nach Südafrika zurückkehrte. Maimane wurde als Ostafrika-Korrespondent in Daressalam stationiert. Dort lernte er seine zweite Ehefrau, eine Britin, kennen. Nachdem er die tansanische Regierung kritisiert hatte, wurde er ausgewiesen; er kehrte mit seiner Frau nach London zurück. Dort wurde er als erster Schwarzer beim BBC Africa Service als Produzent und Redakteur angestellt, bevor er zum Sender ITN wechselte. 1976 erschien in Großbritannien sein Roman Victims, der im zeitgenössischen Südafrika spielt und von der Vergewaltigung einer weißen Frau durch einen schwarzen Mann und ihren weiteren gemeinsamen Lebensweg handelt. Der Roman wurde in Südafrika gebannt, erhielt aber 1978 den Preis der südafrikanischen Pringle Award for Creative Writing der English Academy of South Africa.
1990 kehrte Maimane nach Südafrika zurück und wurde als Redakteur bei der Wochenzeitung Weekly Mail angestellt. Nach einem weiteren Aufenthalt in London arbeitete er von 1994 bis 1997 als Geschäftsführer und Medienberater der Tageszeitung The Star. Sein Theaterstück Hang On In There, Nelson wurde 1996 in Johannesburg und Pretoria aufgeführt. 2001 wurde bei ihm Lungenkrebs diagnostiziert. Er kehrte erneut nach London zurück, wo er 2005 in einem Krankenhaus starb.

## Werke
- The Opportunity. 1968.
  - deutsch als: Die Gelegenheit. Drama. In: Der Löwe und die Perle. Volk und Welt, Berlin 1973.
- Victims. Roman. Allison & Busby, 1976, ISBN 0-85031-162-4.
  - wiederveröffentlicht als: Hate no more. Kwela Books, Johannesburg 2000, ISBN 0-7957-0102-0.
- Hang On In There, Nelson. Um 1995. Theaterstück.